# Устра
Устра е името на една от най-запазените крепости в Родопите. От нея са останали основите на много от сградите и кулите. Крепостта е строена през Средновековието и през своето съществуване е била под властта предимно на Византийската империя. Устра е построена през X век, за да бъде охраняван минаващият оттам търговски път. Крепостта се намира близо до село Устрен в община Джебел, област Кърджали. Разположена е на най-високата част на стръмен връх и от нея има добра видимост на голямо разстояние.
По археологически данни — най-ранната ѝ датировка е управлението на Константин VII Порфирогенет – (913-959 г.). По това време българският цар Симеон I вероятно завзема крепостта, но впоследствие я отстъпва на Византия и е обявен за „василеопатор“, т.е. висш настойник на византийския император, който се жени за една от дъщерите му. Последвалото разтрогване на договора от Зоя — майката на императора, скоро води до съкрушителната загуба на византийците в битката при Ахелой в 917 г. Въпреки всичко, след смъртта на Симеон в 927 г. крепостта трайно остава във византийски ръце, макар през зрелия феодализъм и Втората българска държава (XII — XIV в.) да има косвени сведения, че е била превзета от Иван Асен II.
До крепостта се стига от село Устрен. Непосредствено преди да се влезе в селото идвайки от Джебел, преди табелата за с. Устрен има кафява табелка за пътеката към крепостта по която се стига до хижа Устра. От хижа Устра се продължава по стръмна пътека до крепостта. При средна скорост на вървене цялата пътека се преминава за около час.